# تپه قلعه شیخ بشارت
تپه قلعه شیخ بشارت مربوط به دوران‌های تاریخی پس از اسلام - دوره سلجوقیان - دوره ایلخانی است و در شهرستان بیجار، بخش مرکزی، دهستان کرانی، روستای شیخ بشارت واقع شده و این اثر در تاریخ ۶ اسفند ۱۳۸۵ با شمارهٔ ثبت ۱۷۴۴۴ به‌عنوان یکی از آثار ملی ایران به ثبت رسیده است.